# 妻木頼利
妻木 頼利（つまき よりとし、1585年（天正13年）- 1653年11月20日（承応2年10月1日））は、江戸時代前期7500石の交代寄合。美濃国土岐郡妻木陣屋主（妻木氏第十四代目）。
妻木頼忠の子。通称、主水、権左衛門、安休。子に頼次、頼長、幸広、頼帯、女子二人（内一人が家臣塚本氏の養女となる）がいる。戒名・實照院殿即心安休居士。江戸屋敷は現・東京慈恵会医科大学の敷地内。

## 生涯
慶長5年（1600年）、16歳の時人質となって江戸に行き、翌年4月に妻木に帰る。
元和9年(1623年)父の死去により、家督を継ぐ。
寛永2年（1625年）に三河国挙母村の雲外霄公が有志を募り、崇禅寺中興の清巌に開山を請い、領主の妻木頼利に願い出て許され、土岐口の大沢に堂宇を建立し、7石2斗の寺領を付与された。
寛永10年（1633年)に木曽三川の普請奉行を勤めた。
寛永13年(1636年)には多賀大社の造営奉行を勤めた。
承応元年(1652年)には頼利の子の妻木頼次が家督を継いだ。この時、兄弟不和により妻木騒動が起きて、弟の妻木幸広に、土岐郡大富村500石を分知し7,000石となった。
承応2年10月1日（1653年11月20日）江戸で病死し、江戸の正覚院に葬られた。法号は「廣徳院殿即心安休大居士」。
また菩提寺の崇禅寺にも墓碑が建立された。